# Bitwa pod Hawaną
Bitwa pod Hawaną – niewielkie morskie starcie pomiędzy francuskim okrętem klasy awizo a pruską kanonierką, w czasie wojny francusko-pruskiej w 1870 r.

## Prolog
7 listopada do Hawany przybyła pruska kanonierka Meteor (płynąca z Nassau), a krótko później francuski awizo Bouvet (na kursie z Martyniki). 8 listopada dowodzący Meteorem Eduard von Knorr wyzwał francuskiego dowódcę – Alexandre'a Franqueta – na bitwę. Wyzwanie zostało przez Francuzów przyjęte i obie jednostki przygotowywały się przez kolejną dobę do walki: Prusacy w porcie, a Francuzi poza nim.

## Bitwa
9 listopada Bouvet czekał na Meteora ok. 10 mil morskich (ok. 18,5 km) od hiszpańskich wód terytorialnych. Pruska jednostka przybyła w towarzystwie dwóch hiszpańskich okrętów, które miały pilnować, aby starcie toczyło się wyłącznie na wodach neutralnych.
Gdy Meteor wypłynął z wód hiszpańskich, Francuzi rozpoczęli ostrzał. Kanonierka była nieco gorzej uzbrojona, ale za to bardzo zwrotna, a francuski awizo miał słaby punkt w postaci nie osłoniętego kotła parowego (przed bitwą – na rozkaz Franqueta – częściowo osłonięto go workami piasku i węgla), co wyrównywało w pewien sposób szanse w starciu.
Po początkowej fazie ostrzału z dystansu, Bouvet niespodziewanie zmienił kurs i zaczął zbliżać się do niemieckiego okrętu. Próba staranowania przeciwnika nie zakończyła się sukcesem, ale próba abordażu ze strony pruskiej także zakończyła się fiaskiem, gdyż statki stykały się z sobą tylko chwilę. W międzyczasie jednak Meteor został unieruchomiony, gdyż jego turbina zaplątała się w liny. Załoga Bouveta, dostrzegając to, wykonała manewr, ale doszło do wybuchu rur z parą wodną (właśc. tzw. pary przegrzanej) i z kolei Francuzi zostali unieruchomieni. Podczas gdy Prusacy starali się odblokować swoją turbinę, aby wykorzystać nadarzającą się okazję, marynarze z Bouveta postawili żagle i wpłynęli na wody hiszpańskie.

## Po bitwie
Okręty hiszpańskie rozdzieliły walczące strony i odeskortowały z powrotem do portu w Hawanie. Podczas bitwy obydwa okręty poniosły pewne straty, ale były one niewielkie: nieliczne uszkodzenia w poszyciu i na pokładach oraz 2 zabitych i 1 ranny po stronie pruskiej, a po stronie francuskiej – w zależności od źródła – albo 3 rannych, albo 10 zabitych i rannych.
Bitwa pozostała nierozstrzygnięta, a żadna ze stron nie podjęła już próby walki. Meteor pozostał do końca wojny (maj 1871) w Hawanie.
Wkrótce później dowódcy walczących jednostek otrzymali awanse: Franquet został komandorem, a von Knorr komandorem podporucznikiem i został odznaczony Krzyżem Żelaznym II Klasy.

## Uzbrojenie jednostek
- Bouvet: 1 działo okrętowe 160 mm, 2 działa 120 mm;
- Meteor: 1 działo 150 mm (według historyka René Chartranda aż 240 mm), 2 działa 120 mm.